# Sân bay Ubon Ratchathani
Sân bay Ubon Ratchathani (IATA: UBP, ICAO: VTUU) là một sân bay tại Ubon Ratchathani, Thái Lan.
Ubon Ratchathani cũng là căn cứ chính của Sư đoàn 2 Không quân, Không đoàn 21 (Wing 21) và phi đoàn 231 (231 Squadron) của Không lực Hoàng gia Thái Lan, sử dụng các máy bay chiến đấu F-5E và F-5F.

## Các hãng hàng không và các điểm đến
- AirAsia
  - Thai Air Asia (Bangkok-Suvarnabhumi)
- Nok Air (Bangkok - Don Mueang)
- Thai Airways International (Bangkok-Don Mueang)